# 五月のバラ
五月のバラ（ごがつのばら）は、作詞：なかにし礼、作曲・編曲：川口真による楽曲。1970年4月、津川晃の再デビュー2枚目のシングルとしてエキスプレスより発売。規格品番はEP-1213。後にブレンダ・リー、尾崎紀世彦、塚田三喜夫ほか、多くの歌手によってカバーされている。

## 解説
1960年代、日本で活躍したカバーポップス歌手フランツ・フリーデルが、1969年に津川晃と改名し再デビュー。歌謡曲のジャンルでレコードをリリースするようになり、そのシングル第2弾として1970年4月に発売された。
1972年5月、ブレンダ・リーの来日の際には「思い出のバラ（Omoide no Bara）」としてシングルリリース。「ブレンダのために詞を書き、曲をつけた美しいバラード」と紹介される。同年のリサイタルでは尾崎紀世彦が共演した。翌1973年、尾崎のアルバムに収録され楽曲が知られるようになる。1977年5月頃より、数名の歌手による競作としてカバーされた。同年7月、ブレンダ・リーは『ビッグショー』で「思い出のバラ」を披露。
2008年にヒットした秋川雅史のアルバムにも同楽曲が収められるなど、スタンダード・ナンバーとして様々なジャンルの歌手によってカバーされている。

### 津川晃のシングル収録曲
- 両曲とも、作詞：なかにし礼、作曲・編曲：川口真

1. 五月のバラ
2. 愛の嵐

### 収録アルバム
- 『川口真 作品集〜手紙〜』 (disc1 #25) 2012年、オリジナル版初CD化

## カバーした歌手
- ブレンダ・リー（1972年、編曲：ビル・ウォーカー、シングル「思い出のバラ」 c/w「誰れかが誰れかを」収録）
- 鹿内孝（1972年、編曲：川口真、シングル c/w「心がさむい」収録）
- 尾崎紀世彦（1973年、編曲：川口真、アルバム『しのび逢い』収録）オリコン37位
- ジュン沢木（1975年、編曲：馬飼野康二、シングル c/w「冬の朝」収録）
- 藤原誠（1977年、編曲：川口真、シングル c/w「人生は浮き沈み」収録）
- 三田明（1977年、編曲：川上了、シングル c/w「わかれの季節」収録）
- 塚田三喜夫（1977年、編曲：前田憲男、シングル c/w「霧雨のハイウェイ」収録）オリコン80位
- 水原弘（1977-8年、アルバム『絶唱 最後の録音盤』に収録）
- 菅原洋一＆グラシェラ・スサーナ （1979年、編曲：馬飼野康二、アルバム『デュエット 第一集』収録）
- オスカル（1982年、編曲：矢野立美、シングル c/w「風になりたい」収録）
- 布施明（1991年、編曲：若草恵、シングル c/w「この世の果てまで」収録）
- 香西かおり（1992年、アルバム『綴織百景VOL.2 花』収録）
- 湯原昌幸（2005年、アルバム『冬桜〜全曲集〜』収録）
- 北川大介（2007年、ミニアルバム『〜歌の花束「想い出はマロニエ」〜』収録）
- 岩出和也（2007年、編曲：若草恵、シングル c/w「白いセレナーデ」収録）オリコン74位
- 秋川雅史（2008年、アルバム『千の風になって〜一期一会〜』収録）オリコン12位
- 新垣勉（2009年、アルバム『届けたい〜あなたに歌を』収録）
- 錦織一清（2023年、アルバム『歌謡Style Collection 』収録）

### 尾崎紀世彦版「五月のバラ」
尾崎紀世彦は、1973年のアルバム『しのび逢い』で「五月のバラ」をカバーした。オリコンチャート37位。以降、毎年のようにベスト・アルバムに収録される。自身のライブ・コンサートの他、『サウンド・イン"S"』(1977年）や『クルージングライブ・尾崎紀世彦』（1991年・NHK)でも歌唱。
作詞のなかにし礼は、2020年6月にラジオ番組出演の際、経緯について問われ「最初は他の人が歌ったんですけれど、尾崎さんが『歌いたい』って言うんで。僕はあの人の声が好きで、朗々たる日本人とは思えない声でしょう。『彼が歌ったら良いだろうな』と思って歌ってもらったんです。想像を超えるような歌いっぷりで、僕も『五月のバラ』の尾崎紀世彦は大好きです」と答えている。
1977年8月25日、日本フォノグラムから移籍後に両A面としてリカットされ、22枚目のシングルとして発売された。規格品番はFS-2062。
「メリー・ジェーン」は、1974年のアルバム『尾崎紀世彦No.8』からのリカット。日本語詞を担当したつのだ☆ひろは「メリー・ジェーンはカバーなのでアルバムの中の１曲と思っていたが、あの『五月のバラ』とカップリングでシングル発売、しかも両A面扱いで嬉しさの行ったり来たり」と語っている。

#### 収録曲
1. 五月のバラ
  - 作詞：なかにし礼、作曲・編曲：川口真
2. メリー・ジェーン
  - 作詞・作曲：つのだ☆ひろ、編曲：川口真

#### 収録アルバム
オリジナル・アルバム
- 『しのび逢い』 (#08) 1973年

ベスト・アルバム
- 『尾崎紀世彦 Kieyo Now』 (#02) 1973年
- 『尾崎紀世彦フェイバリット・コレクション 』 (#04) 1974年
- 『尾崎紀世彦オリジナル・ゴールデン・ヒット』 (#19) 1975年
- 『GOLDEN☆BEST 尾崎紀世彦』 (#10) 2003年

他多数
コンピレーション・アルバム
- 『なかにし礼と75人の名歌手たち』 (disc2 #17) 2015年[8]